# Грем Рікс
Грегем (Грем) Рікс (англ. Graham Rix, нар. 23 жовтня 1957, Донкастер, Англія) — англійський футболіст, що грав на позиції півзахисника. По завершенні ігрової кар'єри — тренер. Виступав за національну збірну Англії.
Володар Кубка Англії. Володар Кубка Футбольної ліги.

## Клубна кар'єра
Народився 23 жовтня 1957 року в місті Донкастер. Вихованець футбольної школи клубу «Арсенал». Дорослу футбольну кар'єру розпочав 1975 року в основній команді того ж клубу, в якій провів дванадцять сезонів, взявши участь у 351 матчі чемпіонату.
Згодом з 1987 по 1993 рік грав у складі команд клубів «Брентфорд», «Кан», «Гавр» та «Данді».
Завершив професійну ігрову кар'єру у клубі «Челсі», за команду якого виступав у 1995 році.

## Виступи за збірну
1980 року дебютував в офіційних матчах у складі національної збірної Англії. Протягом кар'єри у національній команді, яка тривала 5 років, провів у формі головної команди країни 17 матчів.
У складі збірної був учасником чемпіонату світу 1982 року в Іспанії.

## Кар'єра тренера
Розпочав тренерську кар'єру, ще продовжуючи грати на полі, 1993 року, увійшовши до тренерського штабу клубу «Челсі».
Надалі очолював команди клубів «Портсмут», «Оксфорд Юнайтед», «Гарт оф Мідлотіан» та «Сентраль».
З 2013 року очолює «Портчестер».

## Досягнення
- Володар Кубка Англії: 1978–1979
- Володар Кубка Футбольної ліги: 1986–1987